# Haas VF-22
La Haas VF-22 è una monoposto di Formula 1 realizzata dalla Haas per gareggiare nel campionato mondiale di Formula 1 2022.

## Livrea
Seppur mantenedo i colori della VF-21, inizialmente la livrea della VF-22, presentata il 4 febbraio 2022, subisce alcune variazioni rispetto alla sua antenata, rappresentandone una sorta di evoluzione ma sempre col bianco a fungere da colore predominante. Sulle pance giganteggia il wordmark Haas, colorato di rosso, così come sulla parte superiore dei flap dell'alettone posteriore, e da esso, su ciascun lato, parte una fascia rossoblù che termina sotto la pinna sul cofano motore. Una fascia dagli stessi colori decora anche l'anteriore della vettura, partendo da un lato della cellula di sopravvivenza e terminando nell'altro, passando per i lati del muso e per la sua punta. Il fondo della vettura, il main plane, la punta del muso, la parte interna degli endplate e la zona interna dell'alettone posteriore — fatta eccezione per il flap del DRS — sono neri, mentre i tre flap superiori dell'ala anteriore sono colorati in modo da rassembrare la bandiera russa, richiamando il title sponsor Uralkali.
Tale colorazione subisce tuttavia gli eventi dell'invasione russa dell'Ucraina: nella terza giornata di test prestagionali a Barcellona, in febbraio, la Haas oscura lo sponsor Uralkali e rimuove i riferimenti alla bandiera russa, scendendo in pista con una livrea provvisoria completamente bianca. Qualche giorno dopo la scuderia termina la collaborazione con l'azienda mineraria russa, sicché il successivo 10 marzo, in occasione dei test prestagionali in Bahrein, la VF-22 mostra una nuova livrea stavolta contraddistinta dalla classica colorazione bianco-rosso-nera della squadra statunitense: stante la conferma del bianco quale tinta di base e il nero per la zona inferiore della vettura, ora la monoposto è attraversata orizzontalmente da una grande fascia rossa che, sulle fiancate, ingloba il logotipo Haas.
Per il Gran Premio degli Stati Uniti d'America, in occasione della gara di casa della Haas, le due VF-22 presentano una livrea celebrativa contraddistinta dall'aggiunta di 50 stelle per vettura, ispirate alla bandiera nazionale statunitense, e di alcune strisce rosse e blu sul cofano motore. Inoltre il colore della pinna è variato da rosso a blu. Compaiono infine i loghi della società MoneyGram, la quale diverrà title sponsor della scuderia a partire dal 2023, e uno commemorativo dei 10 anni del circuito delle Americhe.

## Presentazione
La VF-22 è stata presentata il 4 febbraio 2022 attraverso dei rendering che mostravano la livrea su di una vettura-base allo stadio prototipale. Il 21 dello stesso mese la monoposto ha effettuato uno shakedown di alcuni chilometri sul circuito di Barcellona.

## Carriera agonistica

### Test
Durante la prima sessione di test prestagionali, svolti presso il circuito di Catalogna, la vettura, guidata in alternanza da Mick Schumacher e Nikita Mazepin, incontra una serie di problemi tecnici che ne limitano il collaudo a soli 159 giri in tre giorni, il numero minore tra tutte le scuderie.
A seguito dell'invasione russa dell'Ucraina, alla vigilia della seconda sessione di test prestagionali presso il circuito del Bahrein, il contratto di Mazepin viene terminato con effetto immediato, anche per via della cessazione del rapporto tra la squadra e il title sponsor Uralkali che sosteneva la carriera del pilota russo; Mazepin, inoltre, avrebbe dovuto correre da atleta neutrale come peraltro già fatto nella stagione precedente, ma stavolta potendo utilizzare la bandiera della Federazione Internazionale dell'Automobile a causa del divieto agli emblemi nazionali russi. Il suo sostituto è il danese Kevin Magnussen, che torna a guidare per il team statunitense a distanza di due stagioni.
La vettura non scende in pista durante la mattinata del primo giorno di test presso il circuito del Bahrein a causa di un ritardo nelle spedizioni del materiale da allestire ai box. Al team viene permesso di recuperare il tempo perduto estendendo due delle tre sessioni oltre il termine previsto. Il pilota di riserva della squadra, Pietro Fittipaldi, è la guida designata per il pomeriggio del primo giorno, con Schumacher e Magnussen che subentrano per il resto dei test.

### Stagione
Ad inizio stagione viene confermata la coppia formata da Mick Schumacher e Nikita Mazepin, a causa del conflitto russo-ucraino e dei legami che lo sponsor Uralkali aveva con il governo russo, viene interrotta la sponsorizzazione e Mazepin viene licenziato. Al suo posto viene ingaggiato dopo una stagione di pausa Kevin Magnussen che ritorna nel team americano dopo la stagione 2020.
La vettura si mostra più competitiva rispetto agli anni precedenti, riuscendo a competere per la zona punti sin dai primi appuntamenti stagionali e mostrando discrete prestazioni anche in qualifica. Al Gran Premio di Gran Bretagna per la prima volta dal Gran Premio di Spagna 2019 entrambe le vetture riescono a chiudere in zona punti nello stesso GP. Nella seconda metà della stagione la scuderia incontra alcune difficoltà, non riuscendo più marcare punti con regolarità. In Brasile, sfruttando la pioggia, Magnussen ottiene la prima pole position nella storia della scuderia. In gara purtroppo sarà costretto al ritiro, mentre Mick Schumacher non sarà in grado di confermarsi per una terza stagione, venendo sostituto per la stagione 2023 da Nico Hülkenberg.

## Piloti
| Piloti ufficiali     | Piloti ufficiali   | Piloti ufficiali |
| Nazione              | Nome               | Numero           |
| -------------------- | ------------------ | ---------------- |
| Danimarca (bandiera) | Kevin Magnussen    | 20               |
| Germania (bandiera)  | Mick Schumacher    | 47               |
| Piloti di riserva    |                    |                  |
| Nazione              | Nome               | Numero           |
| Brasile (bandiera)   | Pietro Fittipaldi  | 51               |
| Italia (bandiera)    | Antonio Giovinazzi | 99               |

## Risultati in Formula 1
| Anno | Team | Motore  | Gomme | Piloti     |    |    |    |    |     |    |     |     |     |    |    |     |    |    |    |    |    |    |    |    |      |    | Punti | Pos. |
| ---- | ---- | ------- | ----- | ---------- | -- | -- | -- | -- | --- | -- | --- | --- | --- | -- | -- | --- | -- | -- | -- | -- | -- | -- | -- | -- | ---- | -- | ----- | ---- |
| 2022 | Haas | Ferrari | P     | Magnussen  | 5  | 9  | 14 | 98 | 16* | 17 | Rit | Rit | 17  | 10 | 87 | Rit | 16 | 16 | 15 | 16 | 12 | 14 | 9  | 17 | Rit8 | 17 | 37    | 8º   |
| 2022 | Haas | Ferrari | P     | Schumacher | 11 | NP | 13 | 17 | 15  | 14 | Rit | 14  | Rit | 8  | 6  | 15  | 14 | 17 | 13 | 12 | 13 | 17 | 15 | 16 | 13   | 16 | 37    | 8º   |

| Legenda | 1º posto     | 2º posto | 3º posto    | A punti         | Senza punti/Non class.  | Grassetto – Pole position Corsivo – Giro più veloce Apice – Risultato Sprint (A punti) |
| Legenda | Squalificato | Ritirato | Non partito | Non qualificato | Solo prove/Terzo pilota | Grassetto – Pole position Corsivo – Giro più veloce Apice – Risultato Sprint (A punti) |

* – Indica il pilota ritirato ma ugualmente classificato avendo coperto, come previsto dal regolamento, almeno il 90% della distanza di gara.